# Bosbranden in Griekenland 2009

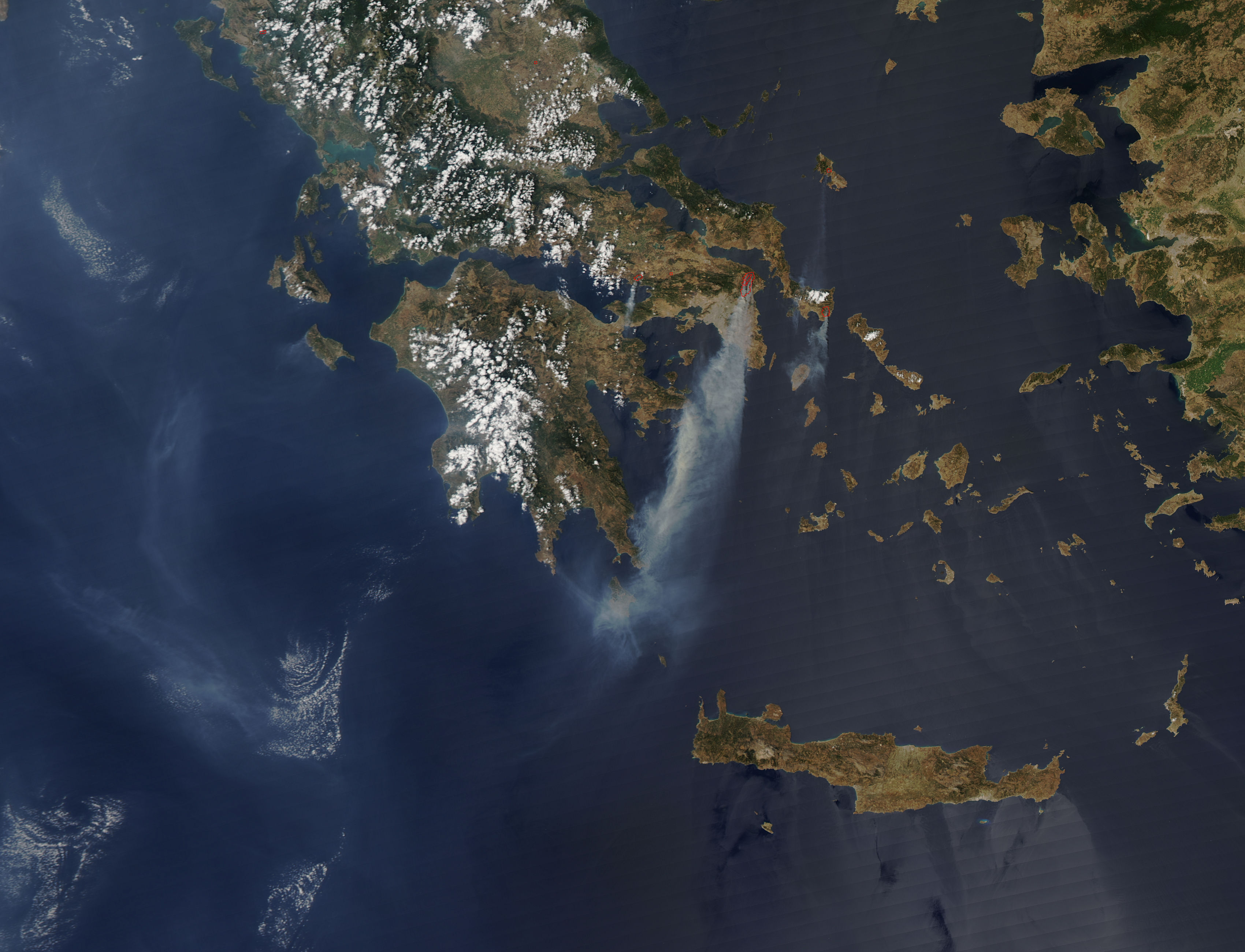
Satellietbeeld 22 augustus 2009

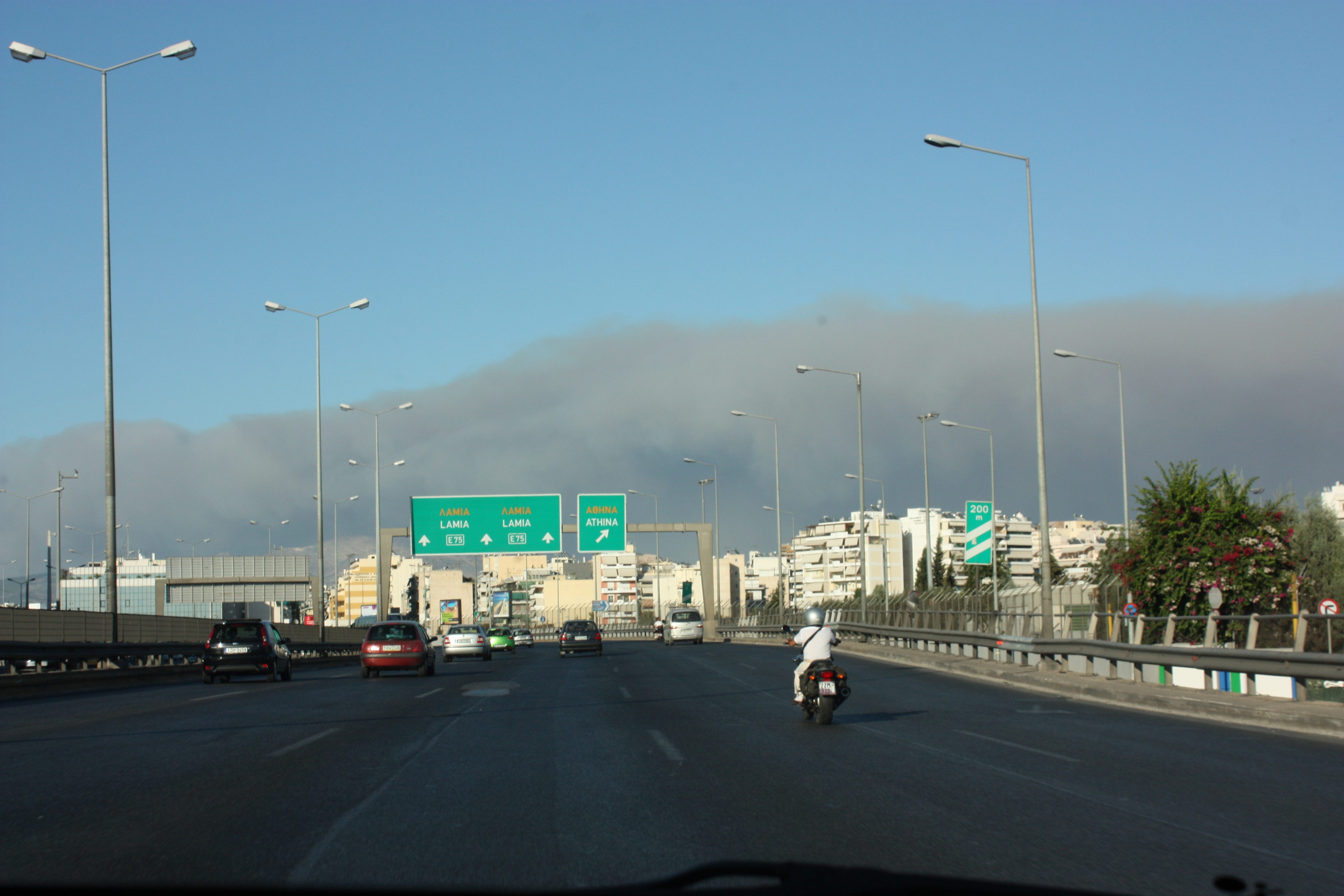
Donkere lucht door de branden bij Athene

De bosbranden in Griekenland zijn een aantal grootschalige bosbranden die in de zomer van 2009 in Griekenland uitbraken in Oost-Attica. De branden begonnen op 21 augustus in de buurt van Grammatiko, ongeveer 40 km ten noordoosten van de hoofdstad Athene. De meeste branden waren 4 dagen later onder controle. Het vuur heeft veel zomerhuizen verwoest en bedreigde de buitenwijken van Athene. In totaal werd er 210 km² terrein verwoest. Ook op de eilanden Skyros en Zakynthos woedden branden.
Op 23 augustus werd door de Griekse autoriteiten de noodtoestand uitgeroepen in de streek bij Athene. Voor het bestrijden van de branden is de hulp ingeroepen van 4 blusvliegtuigen en -helikopters uit Italië, Frankrijk en Cyprus. De duizenden inwoners van Agios Stefanos werden gevraagd te evacueren.